# Coyle (Oklahoma)
Coyle is een plaats (town) in de Amerikaanse staat Oklahoma, en valt bestuurlijk gezien onder Logan County.

## Demografie
Bij de volkstelling in 2000 werd het aantal inwoners vastgesteld op 337.
In 2006 is het aantal inwoners door het United States Census Bureau geschat op 364, een stijging van 27 (8,0%).

## Geografie
Volgens het United States Census Bureau beslaat de plaats een oppervlakte van
1,6 km², geheel bestaande uit land. Coyle ligt op ongeveer 335 m boven zeeniveau.

## Plaatsen in de nabije omgeving
De onderstaande figuur toont nabijgelegen plaatsen in een straal van 24 km rond Coyle.